# Lola Todd
Lola Todd (née le 14 mai 1904 et morte le 31 juillet 1995) fut une actrice américaine des premières années du cinéma muet hollywoodien.

## Biographie
Lola Todd naquit à New York, et partit à Hollywood au début des années 1920 pour poursuivre sa carrière d’actrice. Elle obtint son premier rôle en 1923 pour The Ghost City, avant de tourner la même année avec Jack Mower Rustlin’ Buster. Sa carrière décolla brièvement en 1924 où elle participa à 9 films, avant de se ralentir en 1925 où elle ne fit que 3 apparitions à l’écran, ce qui ne l’empêcha de figurer parmi les 13 WAMPAS Baby Stars aux côtés d’une future légende hollywoodienne, June Marlowe.
Lola Todd  fit 4 films en 1926 et 4 autres en 1927 avant que sa carrière ne se ralentisse considérablement, puisqu’elle n’eut que 3 rôles jusqu’en 1929, et l’avènement du parlant arrêta brusquement sa carrière.
Elle se retira à Los Angeles où elle mourut en 1995 âgée de 91 ans.

## Filmographie sélective
- 1923 : The Ghost City
- 1924 : Robinson Crusoe
- 1924 : The Iron Man
- 1924 : Captain John Smith and Pocahontas  - Pocahontas
- 1925 : The Scarlet Streak
- 1926 : The Bells
- 1927 : The Return of the Riddle Rider